# Stadium Arcadium
| Recensione   | Giudizio |
| ------------ | -------- |
| AllMusic     |          |
| Sputnikmusic |          |

Stadium Arcadium è il nono album in studio del gruppo musicale statunitense Red Hot Chili Peppers, pubblicato il 9 maggio 2006 dalla Warner Bros. Records.
Il disco ha vinto un Grammy Award al miglior album rock nel 2007.

## Antefatti
Dopo la pubblicazione del precedente album in studio By the Way, i Red Hot Chili Peppers intrapresero un tour mondiale, da luglio 2002 a metà giugno 2004 all'Hyde Park a Londra. In seguito il gruppo apparve ad una riunione del Partito Democratico statunitense nel 2004, e poi al Rock am Ring. A settembre dello stesso anno la formazione iniziò le registrazioni del lavoro successivo, con l'aiuto del loro storico produttore Rick Rubin.
La lavorazione di Stadium Arcadium ebbe luogo nello studio di registrazione "The Mansion", dove gli autori nel 1991 avevano già registrato Blood Sugar Sex Magik, l'album che li fece conoscere al grande pubblico. A causa della reputazione negativa dello studio di registrazione, il chitarrista John Frusciante dichiarò "di avere l'impressione di aver ricevuto ordini da intelligenze superiori, ma non sapevo spiegarlo in termini razionali...per me ormai fu chiaro che l'ispirazione musicale proveniva probabilmente da enti soprannaturali." Peraltro il cantante Anthony Kiedis notò che, durante il processo di registrazione "tutto il lavoro era fatto in piena tranquillità, senza tensioni, senza ansie, senza stranezze, e che ogni giorno scrivevamo una canzone dopo l'altra, e che ognuno di noi era a proprio agio nella fase di lavorazione." In origine il gruppo voleva creare una registrazione vecchio stile, "simile a Meet the Beatles" e formata da 12 tracce, "in grado di soddisfare pubblico e critica senza perdere troppo tempo", ma il progetto definitivo divenne invece un doppio album di 28 brani, prodotti tutti da Rubin.

## Descrizione
Stadium Arcadium continua l'evoluzione dell'album precedente in cui molto forte è l'impronta alternative rock e pop rock, anche se in questo album si ritorna in parte al vecchio funk rock.
Con questo album la band tocca uno dei momenti più alti della sua carriera, vincendo cinque Grammy Awards su sette, tra cui i premi come miglior album e band rock dell'anno. Oltre ai successi di vendita si aggiungono quelli della critica, che ha visto positivamente la varietà di stili ed influenze che hanno caratterizzato l'evoluzione del quartetto californiano condensati in un unico prodotto.
Successivamente parte il tour mondiale dell'album e al finire di questo, arriva la notizia della seconda uscita dal gruppo di John Frusciante, che dichiara di volersi impegnare in futuro solo in progetti solisti. E così viene sostituito da Josh Klinghoffer, amico di Frusciante, che inizialmente farà alcuni concerti con la band e poi prenderà parte alla lavorazione del successivo album I'm with You.

## Accoglienza
Stadium Arcadium ricevette critiche generalmente positive dalla stampa specializzata. Brian Hiatt di Rolling Stone lo considerò il lavoro più riuscito del gruppo, ed elogiò la maturazione di Anthony Kiedis, sia come cantante che come autore di testi: "non è più il ragazzino funk e rap che negli anni ottanta cantava 'I want to party on your pussy!', ora canta argomenti seri e gentili: 'All I want is for you to be happy/And take this moment to make you my family.' La traccia 'Hard to Concentrate' è il motivo più delicato del gruppo-una vera e propria proposta di nozze, resa convincente dalle prove strumentali di Flea, Frusciante e Smith." In seguito la rivista considerò l'album il secondo lavoro discografico più riuscito del 2006, superato solo da Modern Times di Bob Dylan. La rivista Q espresse un giudizio simile, mentre Andrew Perry del giornale The Observer lo ritenne "rigido, determinato e interessante come un pasto di McDonald's." Josh Kun di Los Angeles Times scrisse che "il gruppo mostrava significative abilità musicali, sapendo usare con facilità registrazioni analogiche e offrendo al pubblico un approccio sicuro e fiducioso, lontano dall'ingenuità delle prime registrazioni." Stephen Thomas Erlewine di AllMusic diede un giudizio più cauto, criticando tiepidamente l'eccessivo risalto della produzione, nonostante "la presenza di prove insolite". Rob Mitchum di Pitchfork scrisse che l'album era "una via di mezzo tra pop da radio in midtempo e discutibili riproposte delle incursioni funk degli esordi".

## Tracce
Testi e musiche di Anthony Kiedis, Flea, John Frusciante e Chad Smith.
Jupiter
1. Dani California – 4:42
2. Snow (Hey Oh) – 5:35
3. Charlie – 4:37
4. Stadium Arcadium – 5:15
5. Hump de Bump – 3:33
6. She's Only 18 – 3:25
7. Slow Cheetah – 5:19
8. Torture Me – 3:44
9. Strip My Mind – 4:19
10. Especially in Michigan – 4:00
11. Warlocks – 3:25
12. C'mon Girl – 3:48
13. Wet Sand – 5:09
14. Hey – 5:39

Mars
1. Desecration Smile – 5:02
2. Tell Me Baby – 4:07
3. Hard to Concentrate – 4:02
4. 21st Century – 4:22
5. She Looks to Me – 4:06
6. Readymade – 4:30
7. If – 2:53
8. Make You Feel Better – 3:52
9. Animal Bar – 5:26
10. So Much I – 3:44
11. Storm in a Teacup – 3:45
12. We Believe – 3:36
13. Turn It Again – 6:06
14. Death of a Martian – 4:24

Traccia bonus nell'edizione digitale
1. Audio Commentary for Stadium Arcadium – 62:00

DVD bonus presente nell'edizione limitata
- Dani California Video
- Track by Track Interviews with the Band
- Making of Dani California Video

## Formazione
Hanno partecipato alle registrazioni, secondo le note di copertina:
Gruppo
- Anthony Kiedis – voce
- John Frusciante – chitarra, tastiere, sintetizzatore, cori
- Flea – basso, tromba, cori
- Chad Smith – batteria, percussioni

Altri musicisti
- Brad Warnaar – corno francese (Jupiter: traccia 4)
- Omar Rodríguez-López – assolo di chitarra (Jupiter: traccia 10)
- Richard Dodd – violoncello (Mars: traccia 5)
- Billy Preston – clavinet (Jupiter: traccia 11)
- Emily Kokal – cori (Mars: traccia 1)
- Natalie Baber, Mylissa Hoffman, Alexis Izenstark, Spencer Izenstark, Dylan Lerner, Kyle Lerner, Gabrielle Mosbe, Monique Mosbe, Sophia Mosbe, Isabella Shmelev, Landen Starman, Wyatt Starkman – coro (Mars: traccia 12)
- Michael Bolger – trombone (Mars: traccia 12)
- Paulinho da Costa - percussioni aggiuntive
- Lenny Castro – percussioni aggiuntive

Produzione
- Rick Rubin – produzione
- Ryan Hewitt – missaggio (Jupiter: tracce 3-6, 9, 12 e 13; Mars: tracce 1, 2, 4-6, 8, 9 e 11), registrazione
- Sara Kilion – assistenza al missaggio (Jupiter: tracce 3-6, 9, 12 e 13; Mars: tracce 1, 2, 4-6, 8, 9 e 11)
- Andrew Scheps – missaggio (Jupiter: tracce 1, 2, 7, 8, 10, 11 e 14; Mars tracce 3, 7, 10 e 12-14), registrazione
- Jason Gossaman – assistenza al missaggio (Jupiter: tracce 1, 2, 7, 8, 10, 11 e 14; Mars tracce 3, 7, 10 e 12-14)
- Mark Linette – registrazione
- Phillip Broussard – assistenza alla registrazione
- Anthony Zamora – assistenza alla registrazione
- Dana Nielsen – ingegneria del suono aggiuntiva
- Jason Lader – ingegneria del suono aggiuntiva
- Chris Holmes – ingegneria del suono aggiuntiva
- Vlado Meller – mastering
- Mark Santangelo – assistenza al mastering
- Red Hot Chili Peppers – direzione artistica
- Matt Taylor – direzione artistica, grafica
- Gus Van Sant – fotografia
- Michael Muller – fotografia

## Classifiche

### Classifiche settimanali
| Classifica (2006)          | Posizione massima |
| -------------------------- | ----------------- |
| Australia                  | 1                 |
| Austria                    | 1                 |
| Belgio (Fiandre)           | 1                 |
| Belgio (Vallonia)          | 2                 |
| Canada                     | 1                 |
| Danimarca                  | 1                 |
| Europa                     | 1                 |
| Finlandia                  | 1                 |
| Francia                    | 1                 |
| Germania                   | 1                 |
| Grecia                     | 1                 |
| Giappone                   | 1                 |
| Irlanda                    | 1                 |
| Italia                     | 1                 |
| Messico                    | 2                 |
| Norvegia                   | 1                 |
| Nuova Zelanda              | 1                 |
| Paesi Bassi                | 1                 |
| Polonia                    | 1                 |
| Portogallo                 | 5                 |
| Regno Unito                | 1                 |
| Regno Unito (rock & metal) | 1                 |
| Spagna                     | 2                 |
| Stati Uniti                | 1                 |
| Stati Uniti (rock)         | 1                 |
| Stati Uniti (tastemaker)   | 1                 |
| Svezia                     | 1                 |
| Svizzera                   | 1                 |
| Ungheria                   | 2                 |

### Classifiche di fine anno
| Classifica (2006)        | Posizione |
| ------------------------ | --------- |
| Australia                | 8         |
| Austria                  | 1         |
| Belgio (Fiandre)         | 3         |
| Belgio (Vallonia)        | 14        |
| Danimarca                | 12        |
| Europa                   | 5         |
| Finlandia                | 8         |
| Francia                  | 36        |
| Germania                 | 4         |
| Grecia                   | 15        |
| Giappone                 | 35        |
| Irlanda                  | 12        |
| Italia                   | 12        |
| Messico                  | 71        |
| Nuova Zelanda            | 3         |
| Paesi Bassi              | 6         |
| Regno Unito              | 15        |
| Stati Uniti              | 24        |
| Stati Uniti (rock)       | 3         |
| Stati Uniti (tastemaker) | 3         |
| Svezia                   | 5         |
| Svizzera                 | 1         |
| Ungheria                 | 48        |
| Classifica (2007)        | Posizione |
| Australia                | 90        |
| Austria                  | 20        |
| Europa                   | 33        |
| Francia                  | 181       |
| Germania                 | 47        |
| Italia                   | 56        |
| Nuova Zelanda            | 32        |
| Paesi Bassi              | 27        |
| Regno Unito              | 172       |
| Stati Uniti              | 78        |
| Stati Uniti (rock)       | 18        |
| Svizzera                 | 52        |
| Ungheria                 | 80        |